# إدي أوسوليفان
إدي أوسوليفان (بالإنجليزية: Eddie O'Sullivan)‏ هو لاعب اتحاد الرغبي أيرلندي، ولد في 21 نوفمبر 1958 في Youghal ‏ في جمهورية أيرلندا.

## وصلات خارجية
- إدي أوسوليفان عل موقع إسبنسكروم (الإنجليزية)